# Uklanamandi
Uklanamandi é uma cidade  no distrito de Hisar, no estado indiano de Haryana.

## Demografia
Segundo o censo de 2001, Uklanamandi tinha uma população de 10 936 habitantes. Os indivíduos do sexo masculino constituem 53% da população e os do sexo feminino 47%. Uklanamandi tem uma taxa de literacia de 70%, superior à média nacional de 59,5%: a literacia no sexo masculino é de 76% e no sexo feminino é de 64%. Em Uklanamandi, 14% da população está abaixo dos 6 anos de idade.